# Fortunato Caprilli
Fortunato Caprilli (Arezzo, 1908 – Arezzo, 30 maggio 2005) è stato un tenore italiano
.

## Biografia
Nel corso della sua carriera di tenore di operette, grazie soprattutto al suo scopritore e mentore, il compositore Giuseppe Pietri, si esibì al Lirico di Milano, al Petruzzelli, al Politeama Garibaldi, all'Eliseo, al Reinach. Il suo repertorio abbracciò Franz Lehár, Giuseppe Pietri, Hervé, Carlo Lombardo, Virgilio Ranzato.